# 프리마베라 (칠레)
프리마베라(스페인어: Primavera)는 칠레 마가야네스 이 안타르티카칠레나 주 티에라델푸에고 현의 코무나이다.